# Lucie Deltour
Lucie Deltour (aussi connue comme Lucie Moresco), née à Liège le 22 avril 1912 et décédée à Tontelange le 23 avril 1991, est une avocate et juge belge. En 1977, elle devient la première femme à être nommée chef de corps dans la magistrature belge.

## Biographie
Née à Liège le 22 avril 1912, Lucie Deltour est d'origine modeste. Son frère souffrant d'un handicap, les espoirs familiaux se reportent sur elle. Elle effectue sa scolarité au lycée de Waha . Après avoir décroché un diplôme de docteure en droit à l'université de Liège en 1935, elle obtient une licence en notariat bien que la profession ne soit pas encore ouverte aux femmes (à partir de 1950).
Pendant la Seconde Guerre mondiale, elle épouse un réfugié roumain, Moresco, mais ce dernier repart en Roumanie dès le conflit terminé et la laisse seule avec leurs deux petites filles.
Sa carrière juridique démarre à Liège et se poursuit à Bruxelles et enfin à Arlon.
Elle décède à Tontelange le 23 avril 1991.

## Carrière juridique
La carrière juridique de Lucie Deltour débute en 1935 avec son entrée au barreau de Liège en tant qu'avocate.
À la fin de la Seconde Guerre mondiale, elle devient secrétaire d'administration à Bruxelles : après l'Office national de coordination des allocations familiales, elle rejoint l'Office national des pensions pour ouvriers puis l'Office national pour l'emploi et le chômage.
Le 17 avril 1957, elle quitte Bruxelles et son poste de fonctionnaire pour siéger comme juge au tribunal de première instance d'Arlon. En septembre de la même année, elle devient juge des enfants. Elle poursuit sa carrière en tant que juge de la jeunesse (dès septembre 1966). En novembre 1975, elle est nommée vice-présidente du tribunal.
Enfin, en février 1977, Lucie Deltour accède à la présidence du tribunal d'Arlon. Première femme à être nommée chef de corps dans la magistrature belge, elle occupera ce poste jusqu'à sa mise à la retraite (le 22 avril 1982).
Elle est également membre de l'Union nationale des magistrats et de l'Union internationale des magistrats.

## Engagement

### En Résistance
Au début de la Seconde Guerre mondiale, elle entre dans la résistance et participe à la presse clandestine. Elle reçoit plusieurs médailles et distinctions pour son engagement.

### En tant que femme
En plus d'être la première femme à être nommée chef de corps dans la magistrature belge, Lucie Deltour est membre de l'Association belge des femmes juristes (fondée en 1956) et de la Fédération belge des femmes diplômées des universités.

Sur la place des femmes en magistrature, elle constate : 
Après la guerre, on prenait prétexte des lois sur la milice pour écarter les femmes de la magistrature. On disait aussi qu'elles risquaient de devoir s'absenter des séances pour allaiter... Depuis, on s'est rendu compte que la fonction n'était pas exercée différemment par une femme que par un homme.

## Distinctions
Lucie Deltour a reçu plusieurs médailles et distinctions :
- médaille de la résistance armée
- médaille commémorative de la guerre 1940-1945 avec sabres croisés
- médaille civique de 1re classe
- commandeur de l'Ordre de la Couronne
- officier de l'Ordre de Léopold

## Toponymie
Sur le site du Sart Tilman de l'université de Liège), une rue porte le nom de « rue Lucie Deltour ».